# دار الدولة (الملاح)

تعديل مصدري - تعديل

دار الدولة هي إحدى قرى عزلة الملاح بمديرية الملاح التابعة لمحافظة لحج، بلغ تعداد سكانها 367 نسمة حسب تعداد اليمن لعام 2004.